# イストヴァン・ヨニエル
イストヴァン・ヨニエル（István Jónyer, 1950年8月4日 - ）は、ハンガリーの卓球選手。1970年代の世界最高の卓球選手の一人といわれ、ティボル・クランパ、ガボル・ゲルゲリーと共にハンガリー卓球三銃士と呼ばれた。

## 経歴
世界選手権では1971年の名古屋大会ダブルスで優勝。1975年のカルカッタ大会ではシングルス決勝でステパンチッチ(Antun Stipančić)にセットカウント2-0とリードされたところから3-2と逆転し優勝、ダブルスでも優勝、1979年の平壌大会では団体優勝を果たした。ヨーロッパ選手権でもダブルスと団体でそれぞれ2度優勝している。またハンガリー選手権では1968年から1982年まででシングルス8回、ダブルス11回、混合ダブルス8回の計27回優勝している。国際大会では1984年までに331試合に出場を果たした。1996年の末にハンガリー卓球協会の副会長に就任した。
私生活では2人の子供がいる。

## 主な戦績
- 世界卓球選手権
  - 1971年 名古屋大会 男子ダブルス優勝（ティボル・クランパと）
  - 1973年 サラエヴォ大会 男子ダブルス準優勝（ティボル・クランパと）
  - 1975年 カルカッタ大会 男子シングルス優勝、男子ダブルス優勝（ガボル・ゲルゲリーと）
  - 1977年 バーミンガム大会 男子団体4位
  - 1979年 平壌大会 男子ダブルス準優勝（ティボル・クランパと）、男子団体優勝
  - 1981年 ノヴィ・サド大会 男子団体準優勝
  - 1983年 東京大会 男子団体3位
- 男子ワールドカップ
  - 1982年 香港大会 4位
- ヨーロッパ卓球選手権
  - 1968年 リヨン大会 男子ダブルス ベスト4
  - 1970年 モスクワ大会 男子ダブルス ベスト4（ティボル・クランパと）
  - 1972年 ロッテルダム大会 男子シングルス準優勝、男子ダブルス優勝、混合ダブルス ベスト4
  - 1974年 ノヴィ・サド大会 男子ダブルス優勝（ティボル・クランパと）、男子団体準優勝
  - 1978年 デュースブルク大会 男子シングルス準優勝、男子団体優勝
  - 1980年 ベルン大会 男子ダブルス ベスト4（ティボル・クランパと）、混合ダブルス ベスト4
  - 1982年 ブダペスト大会 男子シングルス ベスト8、男子ダブルス準優勝（ガボル・ゲルゲリーと）、男子団体優勝
- ヨーロッパユース卓球選手権
  - 1967年 ヴァイレ大会 ジュニアの部 男子シングルス ベスト4
  - 1968年 レニングラード大会 ジュニアの部 男子ダブルス準優勝
- ヨーロッパトップ12
  - 1971年 ザダル大会 優勝
  - 1974年 トロールヘッテン大会 優勝
  - 1975年 ウィーン大会 3位